# Atletismo nos Jogos Pan-Americanos de 1975 - Salto com vara masculino
A prova do salto com vara masculino nos Jogos Pan-Americanos de 1975 foi realizada na Cidade do México, México.

## Medalhistas
| Ouro                         | Prata                    | Bronze                |
| Earl Bell USA Estados Unidos | Bruce Simpson CAN Canadá | Roberto Moré CUB Cuba |

## Resultados
| Posição           | Nome          | Nacionalidade      | Marca | Notas |
| ----------------- | ------------- | ------------------ | ----- | ----- |
| Medalha de ouro   | Earl Bell     | USA Estados Unidos | 5.40  |       |
| Medalha de prata  | Bruce Simpson | CAN Canadá         | 5.20  |       |
| Medalha de bronze | Roberto Moré  | CUB Cuba           | 5.20  |       |
| 4                 | Jeff Taylor   | USA Estados Unidos | 5.10  |       |
| 5                 | Alan Kane     | CAN Canadá         | 5.00  |       |
| 6                 | Juan Laza     | CUB Cuba           | 4.92  |       |